# Triclioscelis salti
Triclioscelis salti är en tvåvingeart som först beskrevs av Charles Howard Curran 1931.  Triclioscelis salti ingår i släktet Triclioscelis och familjen rovflugor.
Artens utbredningsområde är Colombia. Inga underarter finns listade i Catalogue of Life.